# Habsburg–Lotaringiai Károly József főherceg
Habsburg–Lotaringiai Károly József Emánuel főherceg (Erzherzog Karl Joseph Emanuel Johann Nepomuck Anton Prokop von Österreich), Bécs, 1745. február 1. – Bécs, 1761. január 18.), Mária Terézia császárné fia, osztrák főherceg, német-római császári herceg, magyar és cseh királyi herceg.

## Élete

### Származása, testvérei

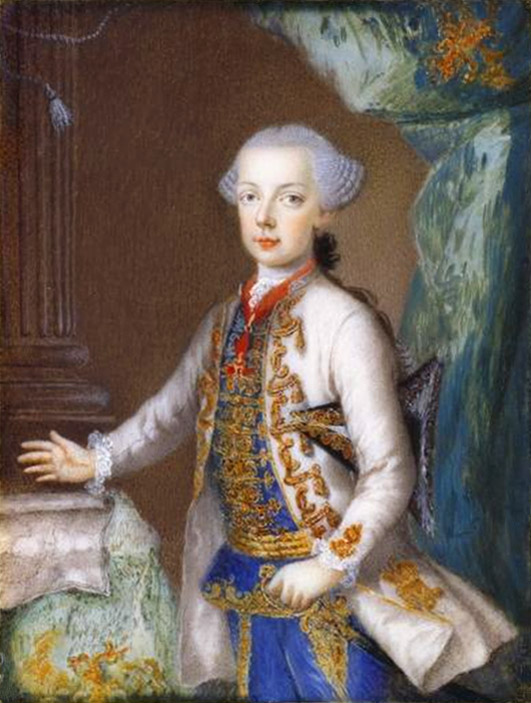
Károly József főherceg

Károly József főherceg édesapja I. (Lotaringiai) Ferenc német-római császár (1708–1765) volt, édesanyja Mária Terézia császárné, osztrák uralkodó főhercegnő, magyar és cseh királynő (1717–1780) volt.
A császári pár 16 gyermekének sorában Károly József született hetedikként, a fiúk közül másodikként. Felnőttkort megérő testvérei: 
- Mária Anna Jozefa főhercegnő (1738–1789), betegsége miatt egy Klagenfurti kolostorba vonult vissza.
- József Benedek Ágost főherceg (1741–1790), később II. József néven német-római császár, magyar és cseh király (1764–1790).
- Mária Krisztina főhercegnő (1742–1798), aki 1766-ban Albert Kázmér szász–tescheni herceghez (1738–1822) ment feleségül.
- Mária Erzsébet főhercegnő (1743–1808), akit XV. Lajos francia király feleségéül szántak, de betegsége miatt egy innsbrucki kolostorba kényszerült vonulni.
- Károly József Emánuel főherceg (1745–1761), fiatalon meghalt.
- Mária Amália főhercegnő (1746–1804), aki 1769-ben I. Ferdinánd parmai herceghez (1751–1802) ment feleségül.
- Péter Lipót József főherceg (1747–1792), I. Lipót néven toszkánai nagyherceg, 1790–92 között II. Lipót néven német-római császár, magyar és cseh király.
- Johanna Gabriella főhercegnő (1750–1762) (verlobt) akit IV. Ferdinánd nápolyi királlyal jegyeztek el, de meghalt az esküvő előtt.
- Mária Jozefa főhercegnő (1751–1767), akit elhalt nővére, Johanna Gabriella után szintén IV. Ferdinánd nápolyi királlyal jegyeztek el, de ő is meghalt az esküvő előtt.
- Mária Karolina Lujza főhercegnő (1752–1814), aki elhalt nővérei helyett 1768-ban feleségül ment IV. Ferdinánd nápolyi királyhoz (1751–1825), a későbbi I. Ferdinánd nápoly–szicíliai királyhoz, így Nápoly és Szicília királynéja lett.
- Ferdinánd Károly Antal főherceg (1754–1806), Lombardia főkormányzója, aki 1771-ben Estei Mária Beatrix modenai hercegnőt (1750–1829), és megalapította a Habsburg-ház Este-Modenai ágát.
- Mária Antónia főhercegnő (1755–1793), aki 1770-ben XVI. Lajos francia király felesége lett. Lajos Károly francia trónörökös herceg édesanyja. A francia forradalom során férjével együtt kivégezték. Fia 1795-ben fogságban halt meg.
- Miksa Ferenc főherceg (1756–1801) püspök, kölni választófejedelem, a Német Lovagrend nagymestere.

### Rövid ifjúsága
Károly József főherceg extrovertált személyiség volt, érdeklődő gondolkodású, szemben a nála négy évvel idősebb bátyjával, a cinikus és pesszimista gondolkodású József főherceggel, a trónörökössel. Egy ideig Pozsonyban nevelkedett. Hamarosan ő lett szüleinek kivételezett fia. Figyelmes és intelligens lényével elnyerte nővéreinek elismerését, és tiszteletet vívott ki magának az egész udvartartás előtt. Mária Terézia nyugtalanul figyelte legidősebb fiának, a császári trón örökösének az emberek iránt közönyösségét. Egy levelében ezt írta neki: „Hogyan állhatja meg valaki a helyét uralkodóként, ha nem szereti az embereket?”. A másodszülött Károly József sokoldalú érdeklődését példaképül állította József elé, és nem rejtette véka alá véleményét, hogy hogy az elegáns stílusú és éles elméjű Károlyt alkalmasabbnak tartja az uralkodásra, mint a bornírt trónörököst. E meggyőződést osztotta férje, Lotaringiai Ferenc császár is. József főherceg fokozódó ellenszenvvel tekintett öccsére, aki szülei szerint a kiváló uralkodó mintaképe volt, és akit követendő példaként állítottak elé. A két fivér között erős rivalizálás kezdődött. József irigykedett öccsére azért is, mert Károly jól mozgott a társaságban, meg tudta ragadni az emberek figyelmét.
Mint másodszülött fiú, Károly József volt apjának kijelölt utódja a Toszkánai Nagyhercegség uralkodói székében. Eljegyezték számára a Bourbon-házból való Mária Ludovika spanyol infánsnőt (1745–1792), III. Károly spanyol király leányát. Az ambiciózus Károly József azonban többre hivatottnak érezte magát, és nem csinált titkot abból, hogy szívesen lépne anyja örökségébe, mint osztrák uralkodó főherceg, magyar és cseh király. Ez a törekvés már súlyosan sértette József érdekeit, a két fivér közötti viták és veszekedések elmérgesedtek. Nyílt szakításra azonban már nem került sor, mert 1761-ben Károly főherceg váratlanul megkapta a himlőt, és 16 éves korában meghalt. Halála nagyon elkeserítette Mária Teréziát, aki – leveleinek tanúsága szerint – úgy érezte, hogy a császári és királyi ház reményteljes utódot veszített el. Károly József főherceget a Habsburg-család hagyományos temetkezőhelyén, a bécsi kapucinusok templomának kriptájában temették el.
A másodszülött halála után a harmadik fiú, a nála két évvel fiatalabb Péter Lipót főherceg (a későbbi II. Lipót császár) lett apjának kijelölt örököse Toszkána nagyhercegének minőségében. Négy évvel később, 1765 augusztusában Lipót feleségül vette Mária Ludovika spanyol infánsnőt, akit eredetileg Károly főherceg számára jegyeztek el. Az esküvő után néhány nappal, Lotaringiai Ferenc császár halála után I. Lipót néven Toszkána uralkodó nagyhercege lett.

## Külső hivatkozások
- Életrajzi adatai.